# Partido de Concertación Nacional
Partido de Concertación Nacional (PCN) (deutsch: Partei der Nationalen Koalition, bis 2011 Partido de Conciliación Nacional, Partei der Nationalen Versöhnung) ist eine konservative Partei in El Salvador.
Die Partei gewann bei den Wahlen am 16. März 2003 13,0 % der abgegebenen Stimmen und somit 16 von 84 Sitzen im Parlament. Bei den Präsidentschaftswahlen 2004 gewann ihr Kandidat José Rafael Machuca Zelaya 2,7 % der Stimmen.
Laut Gesetz hätte die Partei nach der Wahl 2004 aufgelöst werden müssen, da sie die 3-%-Klausel verfehlte. Jedoch wurde ihr per Dekret erlaubt, ihre Registrierung aufrechtzuerhalten. Am 30. April wurde dieses Dekret vom Obersten Gerichtshof für verfassungswidrig erklärt und die Partei offiziell aufgelöst. Die Partei wurde jedoch im September 2011 faktisch wiedergegründet, als sie sich als Concertación Nacional (CN) bei der Wahlbehörde registrierte. Im September 2012 fügte sie dem Namen das Wort ‚Partido‘ hinzu und führt seither wieder ihre traditionelle Abkürzung PCN.